# Aglia huemeriweismanni
Aglia huemeriweismanni är en fjärilsart som beskrevs av Standfuss 1914. Aglia huemeriweismanni ingår i släktet Aglia och familjen påfågelsspinnare. Inga underarter finns listade i Catalogue of Life.